# 슈트루델

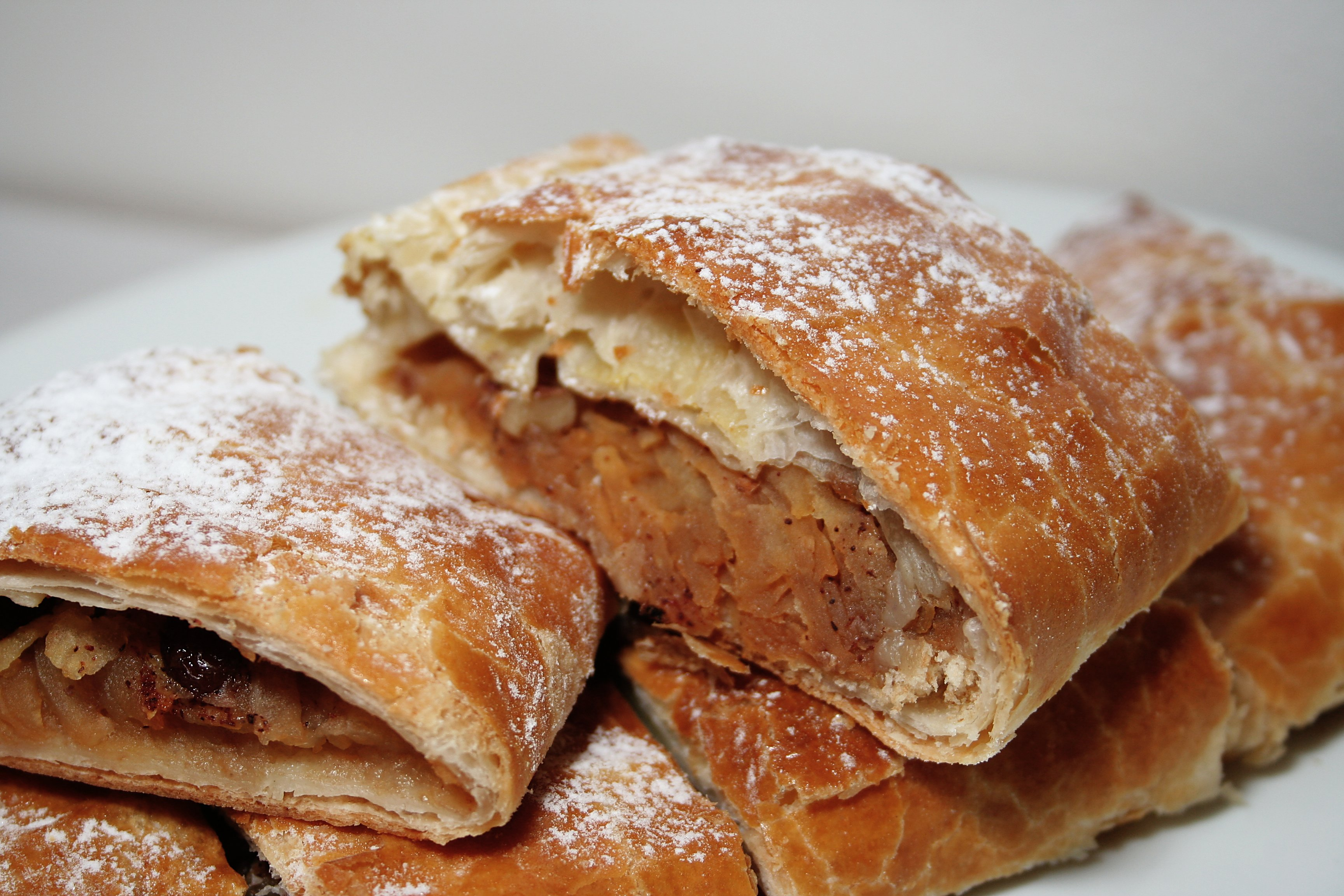
슈트루델

슈트루델(독일어: strudel)은 층을 이룬 페이스트리 과자의 종류이다. 18세기 합스부르크 군주국 시대부터 널리 알려지게 되었으며, 현재는 오스트리아 요리로 취급된다.

## 어원
Strudel은 중세 독일어로 소용돌이를 의미한다. 영어 Strudel은 독일어의 외래어이다. 헝가리에서는 레테슈 (Rétes), 슬로베니아에서는 štrudelj 또는 zavitek, 체코에서는 자빈(závin) 또는 슈트루들(štrúdl), 루마니아에서는 ştrudel, 크로아티아에서는 štrudla 또는 savijača, 슬로바키아에서는 štrúdľa 또는 závin으로 불린다. 슈트루델은 브라질 남부, 보스니아 헤르체고비나와 다른 구 유고슬라비아 각국에서도 인기이다.